# Polypterus delhezi
Polypterus delhezi – gatunek słodkowodnej ryby z rodziny wielopłetwcowatych (Polypteridae). Spotykana w dużych akwariach.

## Występowanie
Dorzecze rzeki Kongo w Afryce.

## Opis
Ciało prawie cylindryczne, szaro-oliwkowe, w części brzusznej żółtawe, pokryte łuskami ganoidalnymi (52–58 łusek w linii bocznej). Siedem do ośmiu czarnych pasów na grzbiecie. Szczęki równe lub górna szczęka nieco wysunięta. Płetwa grzbietowa podzielona na 9–11 części. Płetwa piersiowa nie sięga podstawy płetwy grzbietowej. Czarne cętki tworzą pas pomiędzy wargami a pokrywą skrzelową. Płetwy żółte z brązowymi lub czarnymi cętkami. Osiąga maksymalnie do 44 cm długości. 